# Вашингтонський інцидент
«Вашингтонський інцидент» (англ. Washington flap) — уфологічна теорія, яка стверджує, що з 12 по 29 липня 1952 року над Вашингтоном тривав наймасовіший випадок спостереження НЛО. Людям, що є прибічниками віри у істинне підґрунтя цієї історії, прийнято вважати, що протягом більш ніж двох тижнів широкі маси спостерігали безліч НЛО, що кружляли над містом, але наразі відсутні будь-які докази на користь цього твердження.
Вважається, що Вашингтонський інцидент є одним з найскладніших випадків пояснення НЛО (з точки зору офіційної науки). Не дивлячись на це, твердження щодо реальності цих подій, було спростоване.

## Опис
Класична легенда інциденту говорить:
«1952 року у Вашингтоні стався незрозумілий і шокуючий випадок. У липні, протягом двох тижнів, над містом нависла велика кількість непізнаних літаючих об'єктів, в тому числі, і над будівлею Білого дому, які бачили як звичайні громадяни, так і військові. Це викликало паніку в службі спостереження Вашингтонського аеропорту (Washington National Airport), керівництва ВПС США, адміністрації Білого дому і особисто президента США Гаррі Трумена. Також НЛО було зафіксовано на радарах, але щоразу, коли на перехоплення вилітали винищувачі, готові до атаки, цілі відразу "випаровувалися". Це явище викликало підвищений інтерес з боку ЗМІ (зокрема Washington Post, New York Times і International News Service.) які публікували новини про це на перших шпальтах газет. Уряд намагався приховати цей випадок, прикрившись погодними умовами, але правду так і не було знайдено. Існують лише одна фотографія і відеозапис очевидців, численні офіційні документи і свідчення свідків.»

## Критика
Теорія, хоч і має велику популярність (особливо на заході), але все ж таки дуже мало піддавалася об'єктивній критиці та розбору, як з боку скептиків, так і з боку простих людей.
У історії, що описується у теорії, не багато фактів й доказів на її правдивість, а тому більшість новин й статей на цю тему, зазвичай, копіюють одна одну.

### Спростування і факти
У підтримку даної теорії, як правило, висуваються три аргументи:
1. Наявність фото- та відеодоказу;
2. Наявність численних свідчень від очевидців;
3. Та факт того, що радари реагували на певні об'єкти у повітрі, які при спробі наблизитись раптово зникали.

#### Фото та відео
Як стверджується, оригінальне фото було зроблено 12-го липня 1952 року, але, вперше, зображення НЛО над Капітолієм (щоправда, лише в обрізаному варіанті) з'явилося у Flying Saucers — щомісячному журналі, який видавав і редагував Рей Палмер, присвячений статтям про НЛО та Таємницю Шейвера, тоді як оригінальну фотографію було зроблено у 65-му.
Незважаючи на твердження (в основному від уфологів і конспірологів) про реальність того, що відбувається на фото, було доведено протилежне. А саме:
Об'єкти над Капітолієм, що світяться, — ніщо інше, як відблиски ліхтарів, що виникли в результаті відображення світла від внутрішніх поверхонь (у даному випадку лінз) об'єктива.
У кожній фото- або відеокамері один з основних елементів — це об'єктив, він складається з кількох лінз (в найпростішому випадку лише одна). Світло, проходячи через лінзу, заломлюється, потрапляє на матрицю та формує зображення. Але світло може не тільки проходити через скло, а ще й відбиватися від нього; таким чином, світло від дуже яскравих джерел може роздвоїтися і потрапити на матрицю, сформувавши друге зображення що знаходиться дзеркально по відношенню до первинного.
Відео ж, було вперше оприлюднено лише у 2005-му році у документальному уфологічному фільмі «UFO's: The Secret Evidence» британського телеканалу Channel 4.

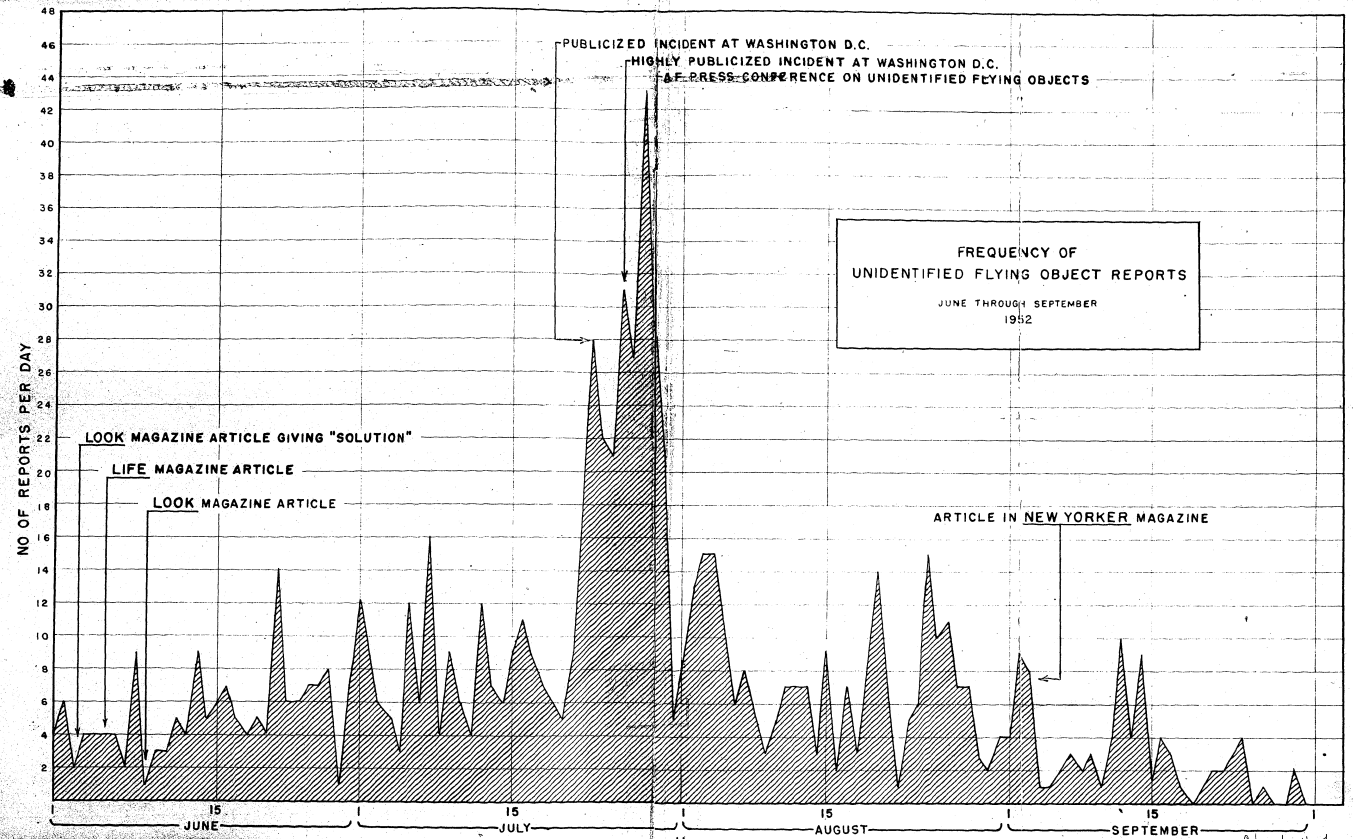
Наочно можна побачити, як збільшується відсоток свідчень після відповідних публікацій у газетах; особливо після конференції з поясненнями від ВПС США.

#### Свідчення цивільних
Згідно зі статистикою, масові свідчення про НЛО напряму корелюють із розголосом цього у ЗМІ. Після того, як преса перестала наголошувати на цьому увагу — свідчення щодо "летючих тарілок" значно поменшало.

#### "Радарні янголи"[3][4]
Наразі існують дві версії, які пояснюють, що саме відбувалося з радарами в той момент:
1. Температурна інверсія: Зазвичай температура повітря знижується з висотою, але під час температурної інверсії, температура повітря з висотою не знижується, а навпаки підвищується. Це явище часто спостерігається вночі або в умовах безвітряної погоди. Радари випромінюють радіохвилі, які відбиваються від об'єктів. Зазвичай, радіохвилі поширюються прямолінійно. Проте, при інверсії температури, радіохвилі можуть заломлюватися[5]. Коли це стається, радіохвилі можуть відбиватися від землі або інших об'єктів, створюючи помилкові цілі на екрані радара[6].
2. Птахи: Свій внесок у появу дивних цілей на радарах внесли і птахи, багато з яких здійснюють тривалі перельоти в сутінках. Зграї пернатих, особливо якщо особини летять досить близько один до одного, створюють картину великого об'єкта, що переміщується з різною швидкістю[7]. Фрагменти з «Detection of bird migration by centimetric radar — a cause of radar ‘angels’»[8]:

«У 1945 році Девід Лек та Джордж Варлі, працюючи з радарами берегової оборони під час Другої світової війни, першими помітили, що радар вловлює сигнали, відбиті від великих морських птахів. Вони зрозуміли, що це може допомогти відстежувати переміщення птахів, проте, їхні спостереження не набули широкого розголосу.
Раніше вважалося, що птахи не можуть створювати на радарах такі густі зображення [...] які охоплюють великі площі.
[...]
Насправді, багато хто вважав, що ці відмітки на радарах мають метеорологічне походження. [...] Проте жодна з цих теорій не могла пояснити всі властивості цих відміток, і теоретичні вимоги в кожному випадку були настільки жорсткими, що їх важко було прийняти. Особливо важко пояснити з будь-якої метеорологічної точки зору те, що ці відмітки зазвичай рухаються швидше за вітер.
[...]
Під час пошуку нового підходу до проблеми було з'ясовано, що найінтенсивніші випадки "янголів" спостерігалися під час весняної та осінньої міграції птахів.

Деякі факти, які ми зараз розглянемо, свідчать про те, що навіть наймасштабніші "шоу" "янголів", які спостерігалися на пагорбі Іст-Хілл, були спричинені птахами.»

## Цікаві факти
- Явище пов'язане з "літаками невидимками" має назву «радарні янголи». Цим терміном називали об'єкти, що з'являються на військових і цивільних радарах, для перехоплення яких іноді відправляли літаки, але ті нічого не знаходили, а "янгол" зникав з екрану радара так само раптово, як і з'явився. Таке явище зустрічалося й у Великій Британії у період Другої світової війни, коли військові бачили на радарах об'єкти, які при спробі їх перехопити зникали[9].
- Десята й остання серія першого сезону телевізійного серіалу 2019 року Проєкт «Синя книга» називається «Вашингтонська карусель». Він заснований на інциденті з НЛО у Вашингтоні, округ Колумбія, у 1952 році.